# Libertadores
Les libertadores (en français « libérateurs ») sont les principaux dirigeants des guerres d'indépendance hispano-américaines contre l'Espagne. Ils sont nommés ainsi par opposition aux conquistadors.
Les libertadores étaient des créoles, habitants d'origine européenne nés dans les colonies américaines. Ils étaient influencés par le libéralisme et avaient reçu une formation militaire en métropole dans la plupart des cas.

## Liste  des libertadores
| Portrait | Nom                                     | A contribué à l'indépendance de                                 | A pris part à |
| -------- | --------------------------------------- | --------------------------------------------------------------- | --- |
|          | José de San Martín (1778-1850)          | Argentine, Chili et Pérou                                       | Guerre d'indépendance argentine, Traversée des Andes, Guerre d'indépendance chilienne, Guerre d'indépendance péruvienne                                                                        |
|          | Simón Bolívar (1783-1830)               | Colombie, Venezuela, Équateur, Pérou, Panama et Bolivie         | Guerre d'indépendance du Venezuela, Campagne Admirable, Patria Boba, Guerre d'indépendance de l'Équateur, Guerre d'indépendance du Pérou, Guerre d'indépendance de la Bolivie                  |
|          | Augustin Ier Du Mexique (1783-1824)     | Mexique, Guatemala, Salvador, Honduras, Nicaragua et Costa Rica | Guerre d'indépendance mexicaine, Plan d'Iguala |
|          | Manuel Belgrano (1770-1820)             | Argentine, Bolivie et Paraguay                                  | Invasions britanniques, Révolution de mai, Campagne du Paraguay, Guerre d'indépendance argentine, Guerre d'indépendance de la Bolivie                                                          |
|          | Bernardo O'Higgins (1778-1842)          | Chili et Pérou                                                  | Guerre d'indépendance chilienne, Guerre d'indépendance argentine, Guerre d'indépendance péruvienne                                                                                             |
|          | Miguel Hidalgo y Costilla (1753-1811)   | Mexique                                                         | Grito de Dolores, Guerre d'indépendance du Mexique |
|          | José María Morelos (1765-1815)          | Mexique                                                         | Guerre d'indépendance du Mexique, auteur des Sentimientos de la Nación |
|          | Ramón Castilla (1797-1867)              | Pérou                                                           | Guerre d'indépendance péruvienne |
|          | Andrés de Santa Cruz (1792-1865)        | Bolivie et Pérou                                                | Guerre d'indépendance de la Bolivie, Guerre d'indépendance de l'Argentine, Guerre d'indépendance du Pérou, Guerre d'indépendance de l'Équateur, Guerre de la Confédération                     |
|          | José Gervasio Artigas (1764-1850)       | Provinces-Unies du Rio de la Plata                              | Invasions britanniques, Invasion portugaise de la Bande orientale (1811-1812), Invasion de la Bande orientale par l'armée luso-brésilienne, Guerres civiles argentines                         |
|          | Thomas Cochrane (1775-1860)             | Brésil et Chili                                                 | Guerres de la Révolution française, Guerres Napoléoniennes, Guerre d'indépendance du Chili, Guerre d'indépendance du Pérou, Guerre d'indépendance du Brésil, Guerre d'indépendance de la Grèce |
|          | Francisco de Miranda (1750-1816)        | Venezuela                                                       | Guerre d'indépendance américaine, Révolution française, Guerre d'indépendance du Venezuela |
|          | Mariano Moreno (1778-1811)              | Argentine                                                       | Révolution de mai, Campagne du Paraguay, Guerre d'indépendance de l'Argentine, |
|          | Marie-Léopoldine d'Autriche (1797-1826) | Brésil                                                          | Indépendance du Brésil |
|          | Pedro I du Brésil (1798-1834)           | Brésil                                                          | Guerre d'indépendance du Brésil, Guerre de Cisplatine, Guerre libérale |
|          | Antonio José de Sucre (1795-1830)       | Bolivie, Pérou, Équateur et Venezuela                           | Guerre d'indépendance du Venezuela, Guerre d'indépendance de l'Équateur, Guerre d'indépendance de la Bolivie, Guerre d'indépendance du Pérou, Grande guerre entre la Colombie et le Pérou      |

## Héritage
Les drapeaux du Venezuela, de la Colombie et de l'Équateur sont inspirés du dessin de Fransisco de Miranda en 1806. La Bolivie porte le nom de Simón Bolívar.
Le nom de libertadores est utilisé partout en Amérique du Sud (villes, institutions, clubs sportifs...). La compétition internationale de football interclubs la plus prestigieuse d'Amérique du Sud porte le nom de Copa Libertadores.